# 日本躾の会
一般社団法人日本躾の会（にほんしつけのかい）は、必要な躾の普及と基本的な倫理、マナー、ルールの構築で、思いやりにあふれ住みやすい社会を実現することを目的にしている。また躾の専門誌「ふれあい」を発行している。元内閣府所管。

## 概要
- 所在：東京都港区赤坂1-7-2
- 設立：1995年1月23日
- 会長：伊藤尚子